# Diocèse de Cyangugu
Le diocèse de Cyangugu est l'un des neuf diocèses du Rwanda. Il a été érigé le 5 novembre 1981. Il appartient à l'Église catholique romaine au Rwanda.

## Histoire
Détaché du diocèse de Nyundo (de) en 1981, le diocèse de Cyangugu couvre actuellement les deux districts administratifs de Rusizi et de Nyamasheke. Après son érection le 14 novembre 1981, le nouveau diocèse fut confié à Mgr Thaddée Ntihinyurwa, jusqu’à ce que ce dernier soit nommé archevêque de Kigali le 25 mars 1996.
Le 2 janvier 1997 le Saint-Père nomma Mgr Jean Damascène Bimenyimana évêque de Cyangugu.
Le diocèse de Cyangugu a une superficie habitable de 1 125 km2, le reste étant couvert par le parc national de Nyungwe et le lac Kivu. La population totale est estimée à 681 968 habitants et les chrétiens catholiques à 294 778 (selon les statistiques 2013).

## Évêques
- 5 novembre 1981-9 mars 1996 : Thaddée Ntihinyurwa
- 2 janvier 1997-†11 mars 2018 : Jean Bimenyimana (Jean Damascène Bimenyimana)
- 6 février 2021- actuellement : Edouard Sinayobye

## Population
La population totale est estimée à 681 968 habitants et les chrétiens catholiques à 294 778 (selon les statistiques 2013).

## Paroisses
- Shangi
- Nkanka
- Mibilizi
- Mwezi
- Muyange
- Nyamasheke
- Yove
- Cyangugu
- Nyabitimbo
- Hanika
- Rasano
- Mushaka
- Mashyuza
- Nyakabuye
- Tyazo
- Ntendezi
- Giheke (Giheke est une quasi-paroisse)